# 토미나가 아이
토미나가 아이(일본어: 冨永 愛, 1982년 8월 1일 ~ )는 일본의 패션 모델이다.